# Diocese de Augsburgo
A Diocese de Augsburgo (em latim: Dioecesis Augustana Vindelicorum e em alemão:  Bistum Augsburg) é uma circunscrição eclesiástica da Igreja Católica da Alemanha, sufragânea da Arquidiocese de Munique e Frisinga. Atualmente é governada pelo bispo Dom Bertram Johannes Meier.

## Território
A diocese abrange o sudoeste da Baviera. A sede episcopal é a cidade de Augsburgo, onde fica a Catedral de Nossa Senhora. Há também na cidade de Dillingen an der Donau a Cocatedral de São Pedro.